# Silvis, Illinois
Silvis är en stad (city) i Rock Island County, i delstaten Illinois, USA. Enligt United States Census Bureau har staden en folkmängd på 7 484 invånare (2011) och en landarea på 10,8 km².